# Pentium II
Pentium II er Intels sjette-generations mikroarkitektur (P6) og x86-kompatible microprocessor (6x86). Pentium II er baseret på Slot 1-slots og blev introduceret den 7. maj 1997. Der blev udgivet to kernemodeller af disse CPU'er. Den ældste Klamath blev produceret fra 1997 til august 1998, hvor Deschutes kom på markedet, da de var mere effektive og havde en højere systembushastighed. Klamath CPU'erne havde ingen multiplierlås, så de kunne frit overclockes uden at skulle hæve systembushastigheden.
Da Intel indså hvor let folk kunne overclocke deres CPU'er, og dermed få den mindste model til at køre ligeså hurtigt som den hurtigste model, fik de den idé at låse busmultiplieren. Det har både AMD og Intel gjort lige siden, indtil AMD udgav Athlon 64- og FX-serien uden multiplierlås.